# وشق أوراسيا
وشق أوراسيا سنور متوسط الحجم يعيش في الغابات الأوروبية، السيبيرية والآسيوية حيث يعتبر مفترسا رئيسيا، ووشق أوراسيا أكبر أنواع الوشق جميعها حيث يتراوح طوله من 80 إلى 130 سنتيمترا ويصل ارتفاعه عند الكتفين لحوالي 70 سنتيمترا. يتراوح وزن الذكور ما بين 18 و30 كيلوغراما بينما يصل معدل وزن الإناث إلى 18,1 كيلوغرام، ولهذه الحيوانات فراء رمادي ضارب إلى الأحمر ومرقط برقط سوداء يختلف نمطها باختلاف الأفراد. يعتبر وشق أوراسيا حيوانا ليلي النشاط بشكل رئيسي وغالبا ما تعيش الأفراد البالغة حياة انعزالية، وهذه الحيوانات هادئة إجمالا ولا تصدر أصواتا عالية، وهذا قد يؤدي إلى عدم المعرفة بوجود الحيوان في منطقة معينة لعدة سنوات، وغالبا ما تكون بقايا الطرائد وآثار القوائم هي الدليل الوحيد على وجود الوشق في إحدى المناطق.
يتغذى وشق أوراسيا على الأرانب البرية، الأرانب، القوارض، الثعالب، يحمور أوروبا، والرنة، ونادرا ما تصطاد حيوانا يفوقها حجما لأنها تتفادى أي إصابة من شأنها أن تقعدها، مثلها مثل باقي فصائل السنوريات. يتمحور أسلوب الصيد حول الاقتراب والتسلل صوب الطريدة ومن ثم القفز عليها، وفي الشتاء قد يصعب الصيد على الوشق بسبب الثلج الكثيف الذي يمنعه من التحرك بسرعة وبالتالي يضطر إلى صيد حيوانات أكبر حجما، إذ أن حجمها الكبير يعيقها من التحرك بسرعة في الثلج أيضا. تفضل هذه الحيوانات العيش في المناطق الغابوية الوعرة التي تؤمن لها العديد من المخابئ التي تستطيع أن تموهها، ويتراوح محيط منطقة صيد وشق أوراسيا ما بين 20 و60 كيلومترا مربعا ويستطيع الحيوان أن يتنقل لمسافة 20 كيلومترا داخل منطقته في ليل واحد.

## وضع الفصيلة وانتشارها
كانت هذه السنوريات واسعة الانتشار عبر أوروبا بأكملها وبآسيا الوسطى، الأناضول وشمال العراق، وبحلول منتصف القرن العشرين كانت الفصيلة قد انقرضت في معظم دول أوروبا الوسطى والغربية، ومؤخرا كانت هناك محاولات ناجحة لإعادة إدخال وشق أوراسيا إلى غابات العديد من الدول الأوروبية.

### وضع وشق أوراسيا في بعض المناطق والدول
- شبه جزيرة البلقان: هناك حوالي 100 وشق أوراسيا في صربيا، جمهورية مقدونيا، ألبانيا واليونان، وتعيش الجمهرة الأكبر في الهضاب النائية في غرب مقدونيا.[6]
- بريطانيا: كان يعتقد بأن الوشق انقرض في بريطانيا منذ حوالي 000 10 سنة بعد تراجع الجليد عند نهاية العصر الجليدي، أو منذ 000 4 سنة عندما تغيّر المناخ ليصبح أكثر برودة ورطوبة. إلا أن عمليات التأريخ بواسطة الكربون التي أجريت على جماجم أوشاق أوراسيا المأخوذة من متاحف اسكتلندا والكهوف في شمال يوركشاير أظهرت أن تلك الحيوانات استمرت بالعيش في بريطانيا إلى ما بين 80 و425 م.[7]
- جبال أوروبا الوسطى: يعيش حوالي 800 2 وشق في سلاسل الجبال التي تمتد عبر جمهورية التشيك، بولندا، سلوفاكيا، رومانيا وصربيا.[8] تعتبر هذه الجمهرة أكبر الجمهرات التي تعيش غرب الحدود الروسية.
- آسيا الوسطى: يعيش وشق أوراسيا في بعض المحافظات الصينية أيضا مثل غانسو، كينغاهي، سيتشوان وشانكسي، بالإضافة إلى دول منغوليا، كازاخستان، أزبكستان، تركستان، كرغستان، طاجيكستان، شمالي باكستان (كشمير) وإيران.

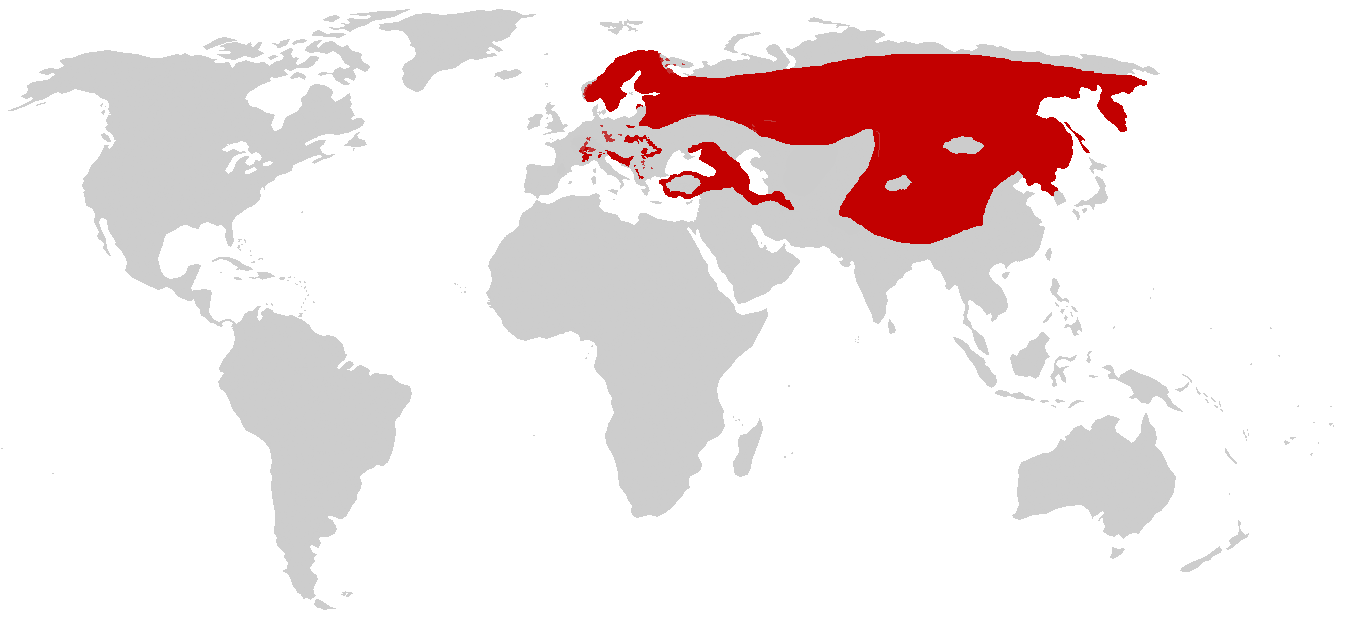
موطن وشق أوراسيا حاليا

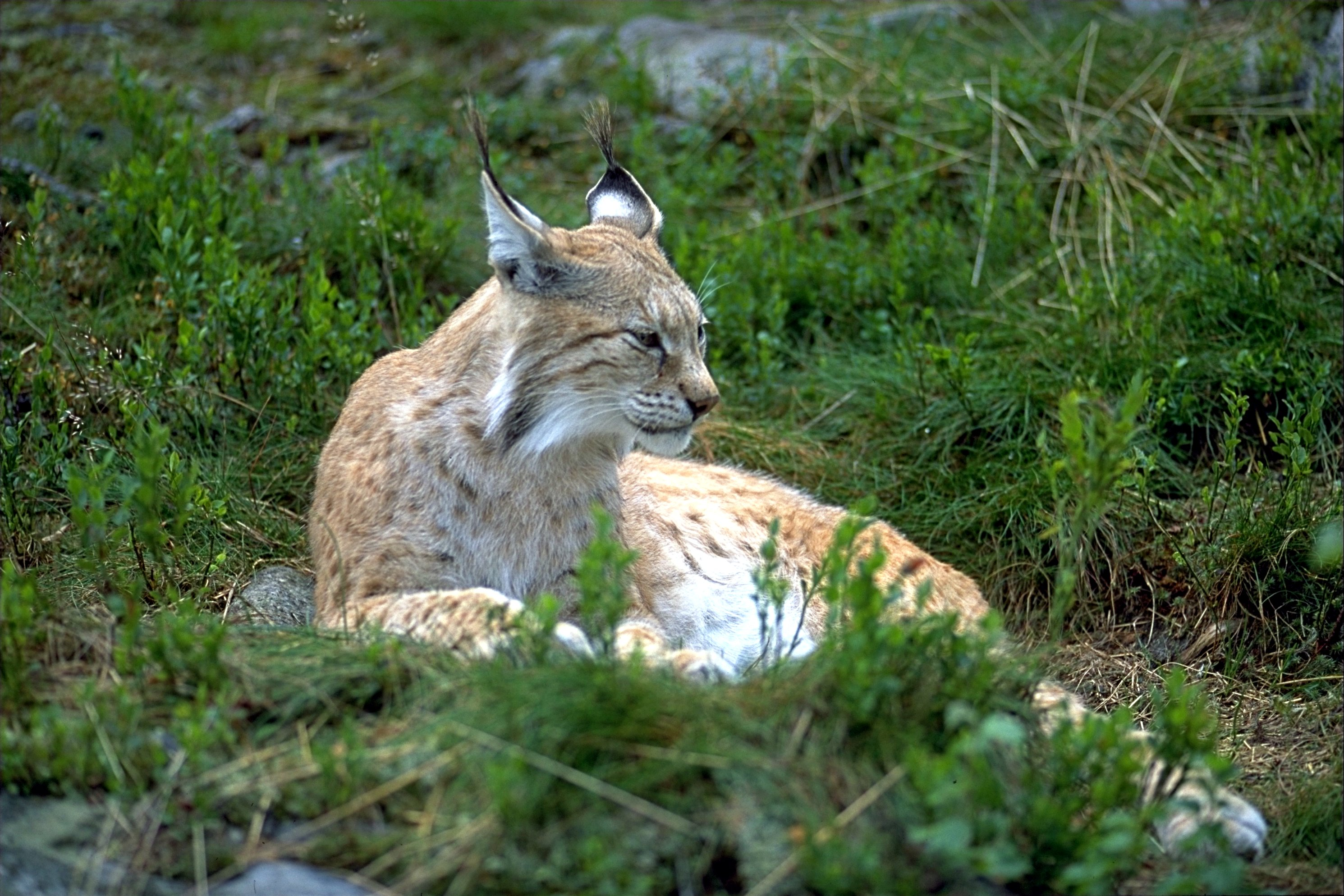
وشق أوراسيا في إحدى حدائق الحيوانات

- جمهورية التشيك: انقرض وشق أوراسيا في بوهيميا خلال القرن التاسع عشر (1830 - 1890)، ومن ثم اختفى من مورافيا في أواخر ذاك القرن وبداية القرن العشرين كما يعتقد. وفي عام 1945 هاجرت بعض الأوشاق من سلوفاكيا واستقرت في مورافيا مما خلق جمهرة صغيرة غير مستقرة في تلك البلاد، وخلال الثمانينات من القرن العشرين قامت السلطات البيئية باستقدام قرابة 20 فردا من سلوفاكيا وأعادت إدخالها إلى منطقة سومافا. قدرت أعداد وشق أوراسيا في التشيك في بداية عام 2006 بين 65 و105، وهي لا تزال مهددة بالقنص غير الشرعي على الرغم من حظر الصيد.
- العراق: كان وشق أوراسيا يعيش في الموصل بشمال العراق بشكل نادر، وقد استمرت رؤيته بين الحين والأخر من قبل السكان المحليين قبل أن يختفي في بداية القرن العشرين.
- بلاد الشام: كان وشق أوراسيا حيوانا مألوفا في بلاد الشام حتى القرن التاسع عشر، ويعرف بأن السكان في شمال فلسطين كانوا يبيعون جلود تلك الحيوانات في بعض الأحيان خلال تلك الفترة، وقد اختفى وشق أوراسيا من لبنان، سوريا وفلسطين منذ ذلك الوقت بسبب التحطيب الذي أدى إلى اختفاء العديد من المناطق الغابوية التي كانت تسكنها تلك الحيوانات وأيضا بسبب الازدياد السكاني الذي أدى إلى استيطان معظم المناطق الريفية.[9]

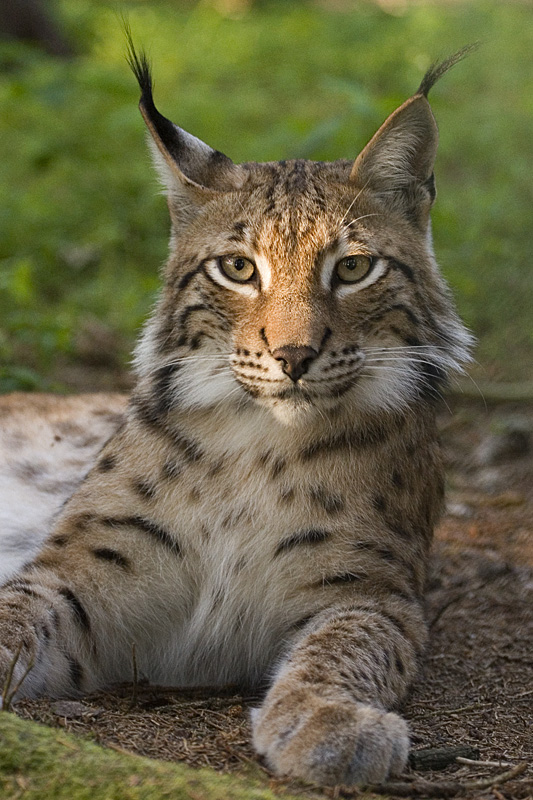
منظر لوجه وشق أوراسيا

- جبال الألب: يعيش ما بين 130 و200 وشق أوراسيا في سلسلة جبال الألب التي تمتد عبر دول سلوفينيا، كرواتيا والبوسنة والهرسك[8][10]، وكان يعتقد بأن هذه الحيوانات انقرضت من تلك الدول في مستهل القرن العشرين إلا أنه بحلول عام 1973 كانت سلوفينيا قد أطلقت مشروع إعادة توطين وشق أوراسيا في غاباتها ويعتبر هذا المشروع ناجحا إذ أنه أدى لإعادة انتشار تلك الحيوانات في جبال الألب السلوفينية وفي المناطق المجاورة من كرواتيا والبوسنة والهرسك. يصنف وشق أوراسيا في هذه الدول الثلاثة على أنه مهدد وينعم بالحماية القانونية، وتقدر أعداد وشق أوراسيا في سلوفينيا بأربعين حيوانا وما بين 100 و120 في كرواتيا وحوالي 40 في البوسنة والهرسك.
- إستونيا: تقدر أعداد وشق أوراسيا في إستونيا بحوالي 900 وفقا للإحصاء الأخير الذي جرى عام 2001.[11]
- إسكندنافيا: كانت أوشاق أوراسيا في الدول الإسكندنافية على وشك الانقراض خلال الثلاثينات والخمسينات من القرن العشرين، إلا أن أعدادها عادت وارتفعت مجددا بفضل الحماية التي حظيت بها، أما حاليا فإن صيد تلك الحيوانات قد سمح به مجددا بشرط حمل الرخصة وتحت ظروف معينة. لا تزال أعداد الأفراد تزداد ببطء في تلك الدول، ويعتبر وشق أوراسيا السنّور الوحيد غير المستأنس في إسكندنافيا.
  - فنلندا: يعيش فيها ما بين 000 1 إلى 200 1 فرد (إحصاء 2006).[12]
  - النرويج: يعتبر وضع جمهرة وشق أوراسيا في النرويج مستقرا في معظم أنحاء البلد عدا المقاطعات الغربية حيث تشاهد بصورة متقطعة. وكانت الحكومة قد وضعت هدفا يتمثل في الحصول على 65 وشق أوراسيا مولودا في الأسر، وحققت هذا الهدف في عام 2007 عندما بلغ عدد المواليد ما بين 69 و74، ويقدر العدد الإجمالي للجمهرة بما بين 409 و439 فردا.[13]
  - السويد: قدر عدد جمهرة وشق أوراسيا في السويد بحوالي 400 1 فرد عام 2006، وتقوم الحكومة السويدية بتنظيم عمليات الصيد في ذلك البلد[14] حيث لا تسمح بالصيد إلا للصيادين المسجلين في برنامج «الصيد الوقائي» الذي يعمل به في شهر مارس فقط، ولا يسمح للصياد سوى صيد عدد محدد من الحيوانات في كل منطقة وذلك بحسب نسبة أوشاق أوراسيا التي تقطن المكان وبالنظر إذا ما كانت سوف تتأثر بهذا التناقص في عددها أم لا، وأيضا بالنظر إذا ما كانت أعداد الرنة ستزداد بسبب تناقص أعداد وشق أوراسيا. تقوم إدارة المقاطعة التي اصطيد فيها الحيوان بالإستيلاء على الجيفة وإرسالها إلى المؤسسة البيطرية الوطنية لتحليلها، ويحق للصياد أن يحتفظ بالجلد بحال قامت الشرطة المحلية بتعليق شريحة إلكترونية ميكروسكوبية أو جهاز بث صغير عليه، ويمكن أن ترسل جمجمة الحيوان إلى الصياد ليحتفظ بها مقابل رسم بسيط يبلغ مقداره € 70. وبسبب التناسل الناجح لأوشاق أوراسيا، سمحت السلطات للصيادين بقتل ما يزيد عن 75 حيوانا في 20 منطقة خلال عام 2007، مقابل 51 حيوانا عام 2006 (أي زيادة بنسبة % 5)، وفي عام 2006 أيضا قتل 41 وشق أوراسيا لأسباب أخرى غير الصيد منها 31 حالة صدم بالسيارات على الطرقات المارة بالغابات.

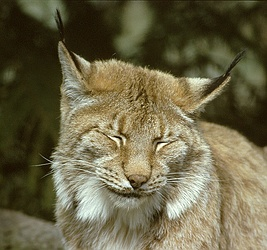
وجه وشق أوراسيا في كسوته الشتوية

- فرنسا: تمت إبادة وشق أوراسيا في فرنسا بحلول عام 1900 ولكن أعيد إدخاله لاحقا إلى جبال البيرينيه والفوج.
- ألمانيا: قتل آخر وشق أوراسيا في ألمانيا عام 1850 ومن ثم أعيد إدخاله إلى غابات بافاريا والهارز خلال التسعينات من القرن العشرين، وفي عام 2002 أعلن عن الولادة الأولى لوشق أوراسيا في البرية الألمانية منذ إعادة إدخالها إلى هناك، كما يتواجد هذا الحيوان أيضا في بعض المناطق المحاذية لفرنسا ويعتقد بأنها عبرت إلى ألمانيا من هناك.
- الأراضي المنخفضة: انقرض وشق أوراسيا في الأراضي المنخفضة منذ القرون الوسطى، على الرغم من أنه يزعم بوجود الكثير من المشاهدات العينية حاليا إلا أن معظمها قد يكون لحيوانات هاربة من الأسر أو مطلقة عمدا في البرية.[15]
- بولندا: يعيش في بولندا حوالي 000 1 وشق أوراسيا في غابة بيلويزي وجبال تاترا.
- روسيا: يعيش أكثر من % 90 من جميع أوشاق أوراسيا في العالم في غابات سيبيريا، وتتوزع هذه الحيوانات من الحدود الغربية لروسيا وصولا إلى جزيرة ساخالين في المحيط الهادئ.
- سلوفاكيا: يعيش وشق أوراسيا في غابات مختلطة في سلوفاكيا الوسطى والشرقية على ارتفاعات تتراوح من 800 إلى 000 1 متر، وتتواجد أعداده الأغزر في العديد من المحميات والمنتزهات القومية السلوفاكيّة.[16][17]
- سويسرا: انقرض وشق أوراسيا في سويسرا عام 1915 ومن ثم أعيد إدخاله عام 1971 حيث هاجر من هناك إلى النمسا حيث كان قد انقرض قبل ذلك أيضا.

## النويعات

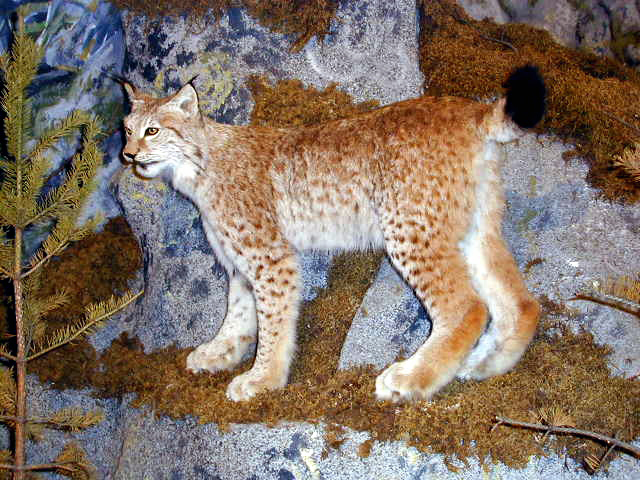
وشق أوراسيا (النويعة الإسكندنافية)

هناك 5 نويعات من وشق أوراسيا متعارف عليها، وقد اقترح تسمية المزيد من النويعات إلا أنها اعتبرت مماثلة للنويعات الموجودة حالياً أو مجرد جُمهرات منها. ونويعات وشق أوراسيا هي:
- النويعة الإسكندنافية، الوشقية: تستوطن إسكندنافيا، أوروبا الوسطى، أوروبا الشرقية وغربي صربيا، القوقاز، سيبيريا، منغوليا، شمالي الصين، كوريا.
- نويعة آسيا الوسطى: تعيش في آسيا الوسطى.
- نويعة سيبيريا الوسطى: تعيش في سيبيريا الوسطى.
- نويعة سردينيا: استوطنت سردينيا (منقرضة).
- نويعة شمال الصين: تستوطن شمال الصين.

## وصلات خارجية
- المركز الأوروبي للمعلومات حول وشق أوراسيا
- معلومات حول وشق أوراسيا من السنوريات البرية: الوضع وخطط المحافظة على الفصائل
- وشق أوراسيا من القائمة الحمراء للاتحاد العالمي للحفاظ على الطبيعة
- وشق أوراسيا من المركز العالمي للمراقبة والمحافظة
- الضواري الكبرى في أوروبا